# Pedras Tinhosas
Pedras Tinhosas – mały archipelag należący do Wysp Świętego Tomasza i Książęcej. Składa się z wysp Tinhosa Grande oraz Tinhosa Pequena. 
Od 2006 r. wysepki wpisane są listę konwencji ramsarskiej jako Ilots Tinhosas, a od 2012 r. są częścią Rezerwatu Biosfery Wyspy Książęcej. 
Jedynym ptakiem rozmnażającym się na wysepkach jest faeton żółtodzioby. Okresowo, w niewielkiej ilości, nie rozmnażając się, występują tam m.in. faetony białosterne, głuptaki maskowe, głuptaki czerwononogie czy narażone na wyginięcie fregaty orle. Widziane także były rybitwy brunatnogrzbietne oraz nawałniki białorzytne. 
W 2015 r. na Tinhosa Grande odkryto jaszczurkę Trachylepis adamastor z rodziny scynkowatych.